# Bingol (província)
Bingol (em turco: Bingöl) é uma província (iller) do leste da Turquia, situada na região (bölge) da Anatólia Oriental (em turco: Doğu Anadolu Bölgesi), com capital na cidade homónima. Tem 8 125 km² de área e em 2020 tinha 281 768 habitantes.